# Il en faut peu pour être heureux
The Bare Necessities
Il en faut peu pour être heureux (The Bare Necessities) est une chanson composée par Terry Gilkyson pour le long métrage d'animation Le Livre de la jungle (1967) produit par les studios Disney.
La version originale est chantée par Phil Harris (Baloo) et Bruce Reitherman (Mowgli), et une autre version existe avec Sebastian Cabot (Bagheera). La chanson a été reprise par Louis Armstrong et enregistrée le 27 février 1968.
La version française, dont les paroles sont écrites par Louis Sauvat et Christian Jollet, a été interprétée en 1968 par Jean Stout (Baloo), Pascal Bressy (Mowgli) et Jean Cussac (Bagheera), les acteurs du doublage français du film.

## Distinctions
- La chanson a été nommée aux Oscars de 1968 comme meilleure chanson originale[1].